# Biblica

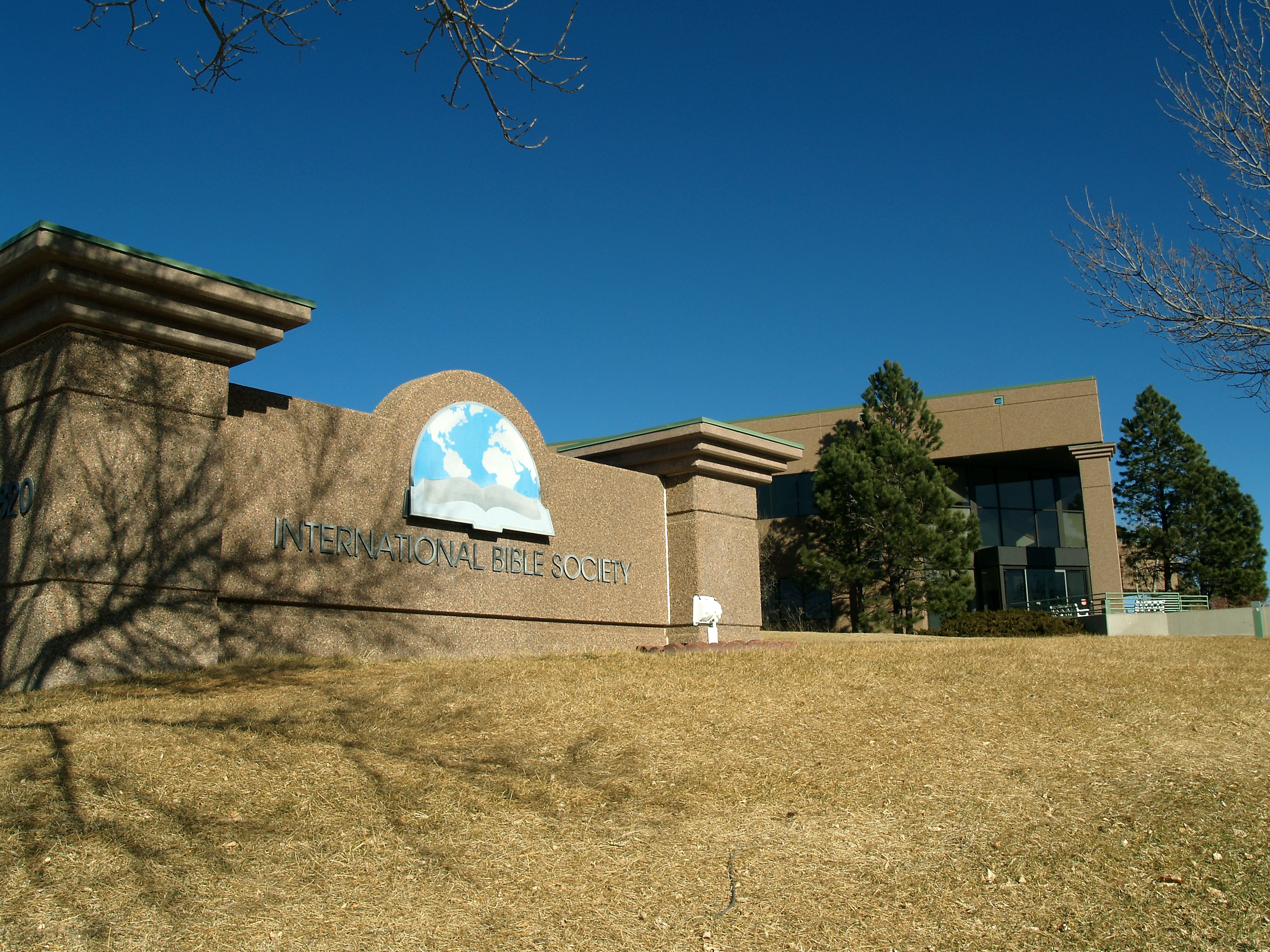
Biblicas högkvarter i Colorado Springs, USA.

Biblica, tidigare Internationella Bibelsällskapet (International Bible Society, IBS), grundades 1809 i New York, USA och arbetar sedan dess med översättning och spridning av Bibeln. Det europeiska områdeskontoret, IBS Europe, låg tidigare i Herrljunga.
Den svenska organisationen startade 2006 ett nytt bokförlag under namnet CorVita AB, som bland annat gett ut Levande Bibeln, Nya Levande Bibeln och Handbok för Livet. CorVita AB försattes i konkurs i december 2008.
Organisationen IBS har efter sammanslagning med förlaget Send the Light (STL) och omorganisation bytt namn 2009 till Biblica. Det europeiska huvudkontoret, Biblica Europe, finns sedan 2010 i Belfast, Nordirland.